# Edwardsia annamensis
Edwardsia annamensis är en havsanemonart som beskrevs av Oscar Henrik Carlgren 1943. Edwardsia annamensis ingår i släktet Edwardsia och familjen Edwardsiidae. Inga underarter finns listade i Catalogue of Life.